# 道の駅久米の里
道の駅久米の里（みちのえき くめのさと）は、岡山県津山市にある国道181号の道の駅である。

## 設備
- 駐車場
  - 普通車：47台
  - 大型車：3台
  - 身障者用：4台
- トイレ
  - 男：大 2器、小 4器
  - 女：5器
  - 身障者用：1器
- 公衆電話：1台
- レストラン（食遊館）（10:00 - 17:30）
- 店舗、売店：「活菜館」、「仙人館」
- 情報コーナー
- 公園

## 営業時間
- 9:30 - 18:00

## 休館日
- 第1月曜日（祝日の場合、翌日）

## 施設
- 農産物を販売している活菜館が地元久米地域の新鮮な農産物を販売していることで有名。特にジャンボピーマン「ジャンピー」は、台湾原種のピーマンであり、ピーマン独特の苦味もない。
- 地元特産品を販売している仙人館では作州名物さば寿司をはじめ郷土みやげを販売。
- レストラン部門の食遊館では津山ホルモンうどん協力店にも加盟し、津山ホルモンうどんを提供している他、牛肉を素材にしてつくる津山焼そば、お汁かけごはんなどを販売
- 2010年リクルート中四国じゃらんの第4回道の駅満足度ランキングにおいて前回の24位から中国地区第1位と初のランキング入りとなる。これは当時の金田稔久支配人（2代目・就任期間3年、全農岡山・中鉄グループ出身）が、奇抜なアイデアと行動力で、収支改善にも貢献すると同時に、生産者と消費者との橋渡し役として尽力し、レストラン部門でも地元由来のメニュー開発をするなどの功績が大きかったと評価されている。現在は岩野支配人（4代目・中国銀行出身）が就任しているが、その後のランキング入りはない。

構内西側に展示されているΖガンダムの模型。

- 構内の西側には、モビルスーツのΖガンダムの模型が展示されている。機体は久米町在住の中元正一により7年の歳月をかけて製作され、2000年（平成12年）に当時久米町（現津山市）に寄贈され、当時の久米町により格納庫が建設された。
  - 全長：7m（縮尺は約1/3）
  - 構成：FRP製（骨格は鋼鉄製）
  - その他
    1. 胸部にコックピットが設けられている。
    2. 当時の町長から「地球防衛」と「観光客誘致」の労を労われて感謝状を貰っているが、感謝状の名前は「ガンダム殿」となっている。
    3. 夜間や定休日は公開していない。
    4. 搭乗体験の出来るイベントが年に1度、4月最終日曜日に開催される。
- 積水ハウスとマリオット・インターナショナルによる道の駅併設ホテルフェアフィールド・バイ・マリオット岡山津山が2023年4月に開業。

## アクセス
- 中国自動車道院庄インターチェンジより約3km（車で5分）。
- 米子自動車道久世インターチェンジより車で20分。
- 美作千代駅より徒歩20分。